# Помбал (Параїба)
Помбал (порт. Pombal) — муніципалітет в Бразилії, входить в штат Параїба. Складова частина мезорегіону Сертан штату Параїба. Входить в економіко-статистичний мікрорегіон Соза.
Населення — 33 212 осіб (2006).
Займає площу 888,811 км². Густота населення — 37,4 осіб/Км².

## Історія
Місто засноване 21 липня 1862.

## Статистика
- Валовий внутрішній продукт на 2003 становить 80.309.885,00 реалів (дані: Бразильський інститут географії та статистики).
- Валовий внутрішній продукт на душу населення на 2003 становить 2.460,85 реалів (дані: Бразильський інститут географії та статистики).
- Індекс розвитку людського потенціалу на 2000 становить 0,661 (дані: Програма розвитку ООН).

## Географія
Клімат місцевості: напівпустеля.
| Бразилія | Це незавершена стаття з географії Бразилії. Ви можете допомогти проєкту, виправивши або дописавши її. |

Шаблон:Муніципалітети мікрорегіонів Соза
1. 1 2 3 4 5 6 7 8 9 10 11 12  OpenStreetMap — 2004.